# گذرنامه ماکائویی

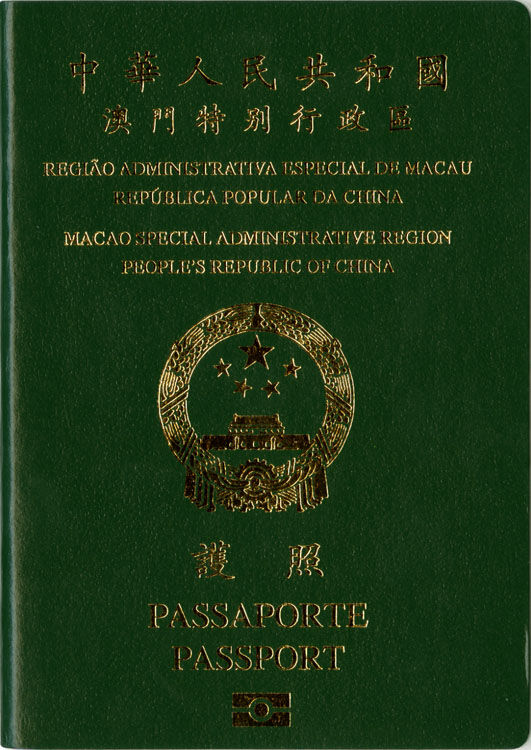
نمایی از یک‌نسخه گذرنامهٔ ماکائویی در سال ۲۰۱۹

گذرنامهٔ ماکائویی یک مدرک سفر بین‌المللی است که توسط کشور ماکائو صادر می‌شود و بنا بر داده‌های سال ۲۰۲۳، دارندگان آن می‌توانستند به ۱۴۴ کشور دیگر بدون دریافت ویزا سفر کنند یا ویزا را در بدو ورود دریافت نمایند. این گذرنامه بر اساس رتبه‌بندی شاخص گذرنامهٔ هنلی در سال ۲۰۲۳ در رتبهٔ ۳۱ قرار داشت.